# Cosmia foveata
Cosmia foveata är en fjärilsart som beskrevs av Arnold Pagenstecher 1888. Cosmia foveata ingår i släktet Cosmia och familjen nattflyn. Inga underarter finns listade i Catalogue of Life.